# Joc d'estirar la corda als Jocs Olímpics d'estiu de 1900
Als Jocs Olímpics d'Estiu de 1900 es disputà un torneig del joc d'estirar la corda.
Hi van participar 3 equips, però el dels Estats Units abandonà per incompatibilitats de calendari amb les proves d'atletisme. Per tant, 12 atletes de dos equips, representant 3 nacions hi van prendre part.

## Nacions participants
Un total de 12 participants de tres països van ser presents:
- Dinamarca (3)
- França (6)
- Suècia (3)

## Resum de medalles
| Or | Argent | Bronze     |
| Equip mixt Edgar Aabye · August Nilsson · Eugen Schmidt · Gustaf Söderström · Karl Staaf · Charles Winckler | França Raymond Basset · Jean Collas · Charles Gondouin · Joseph Roffo · Emile Sarrade · Francisco Henríquez de Zubiría | no n'hi ha |

## Resultats
La prova fou simplement un enfrontament entre els dos equips participants. El partit es decidí al millor de tres estirades. L'equip suec-danès guanyà fàcilment les dues primeres mànegues. Fou la primera medalla d'or per a Suècia.

## Medaller
| Posició | País       | Or | Argent | Bronze | Total |
| 1       | Equip mixt | 1  | 0      | 0      | 1     |
| 2       | França     | 0  | 1      | 0      | 1     |